# 10119 Remarque
10119 Remarque (1992 YC1) là một tiểu hành tinh vành đai chính được phát hiện ngày 18 tháng 12 năm 1992 bởi E. W. Elst ở Caussols. Nó được đặt theo tên Erich Maria Remarque, a German author famous for All Quiet ngày the Western Front.